# DB série 217
La série 217 (initialement série V 162 pour les trois prototypes V 162 001–003) est une famille de locomotives diesel de la Deutsche Bundesbahn (chemins de fer allemands).

## Histoire

### Origines
Dans les années 60, les chemins de fer d'Allemagne de l'Ouest avaient entrepris de supprimer la traction vapeur. Pour les lignes non électrifiées, la Deutsche Bundesbahn développa les locomotives diesel-hydrauliques monomoteur de la série V 160, plus tard renommées série 216, destinées aux trains de voyageurs et de fret de charge moyenne. Les locomotives du type V 160 disposaient, en plus du moteur de traction, d'une chaudière à vapeur destinée au chauffage des trains de voyageurs, suivant la technologie courante pour les locomotives à vapeur. Il devint cependant prévisible dès cette époque que le chauffage électrique se généraliserait à l'avenir pour les trains de voyageurs.

Ce constat conduit au développement de la série V162, plus tard renommée série 217, dotée d'un alternateur permettant de chauffer électriquement les voitures tractées.

### Les prototypes: V 162 001–003
La Deutsche Bundesbahn commanda en 1963 à la société Krupp AG les trois prototypes V 162 001, V 162 002, et V 162 003, qui furent livrés de 1965 à 1966.
Comme toutes les locomotives de la famille des V 160, les locomotives de la série V 162 furent dotées d'un seul moteur thermique de traction, un 16 cylindres de la société MTU, type 16V652 TB10, d'une puissance de 1 900 chevaux (1 397 kW). Cette puissance devait cependant rester entièrement disponible pour la traction. Krupp AG ne disposant alors pas de moteur plus puissant, un moteur thermique auxiliaire dut être installé pour actionner l´alternateur. Ceci imposa de rallonger la caisse de la locomotive : 16,4 m contre 16,0 m pour la V 160.
En tant que moteur auxiliaire, le 12 cylindres de la société MAN, type D3650 HM3U, d'une puissance de 500 chevaux (368 kW), fut choisi. En cas d'utilisation pour le fret, l'alternateur de chauffage étant inutilisé, le moteur auxiliaire pouvait être utilisé pour la traction, pour obtenir une puissance totale de 2 400 chevaux.

Pour les trois prototypes, des alternateurs de différents constructeurs furent choisis : un BBC pour la V 162 001, AEG pour la V 162 002, et Siemens pour la V 162 003. Ce dernier donna les meilleurs résultats.

### Les locomotives de série: 217 011-022
Les prototypes ayant fait leurs preuves, la Deutsche Bundesbahn commanda en 1967 à la société Krupp AG 12 locomotives de série, semblables techniquement à la V 162 003, avec un alternateur Siemens.

Suivant le nouveau système de numérotation introduit à la Deutsche Bundesbahn à partir de 1968, la série V 162  devint la série 217. Les douze locomotives de série, livrées en 1968, reçurent donc les numéros 217 011 à 217 022, tandis que les trois prototypes furent renumérotées 217 001 à 217 003.
En 1968 furent également livrées les premières locomotives de la série 218, dotées d´un moteur d'une puissance de 2 500 chevaux (1 840 kW), permettant de se passer du moteur auxiliaire, et donc de limiter les coûts de maintenance. Pour cette raison, aucune locomotive de la série 217 ne fut plus construite par la suite, tandis que 411 exemplaires de la série 218 furent livrés.

### Évolution historique
En 1971, les 12 locomotives de série, qui avaient initialement reçu les mêmes bogies que la série Série 216, avec freins à sabot, furent équipées de nouveaux bogies de la société Atlas-MAK, avec freins à disque. Ceci permit d'augmenter la vitesse maximale à 140 km/h.

Les moteurs auxiliaires MAN D3650 HM3U furent plus tard remplacés par le MAN D3650 HM5U, plus récent.

### Affectation
Entre 1965 et 1968, les trois prototypes furent affectées au dépôts DB de Hamm et de Mühldorf.
A la livraison des 12 locomotives de série, 6 furent affectées au dépôt DB de Hagen-Eckesey, et 6 au dépôt de Ratisbonne.
Le dépôt de Ratisbonne reçut en 1971 les 3 prototypes, puis en 1972 les 6 locomotives de Hagen-Eckesey, de telle sorte que la série 217 fut rassemblée sur un seul site.

## Livrées

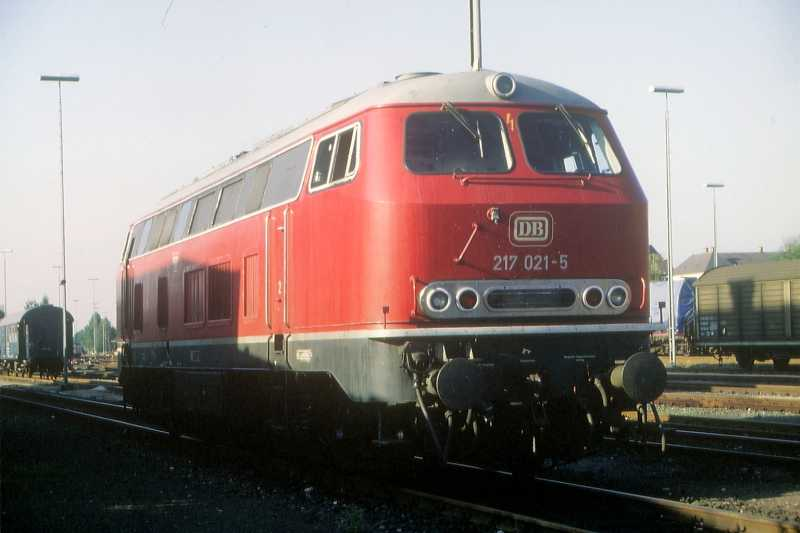
Livrée d´origine rouge pourpre
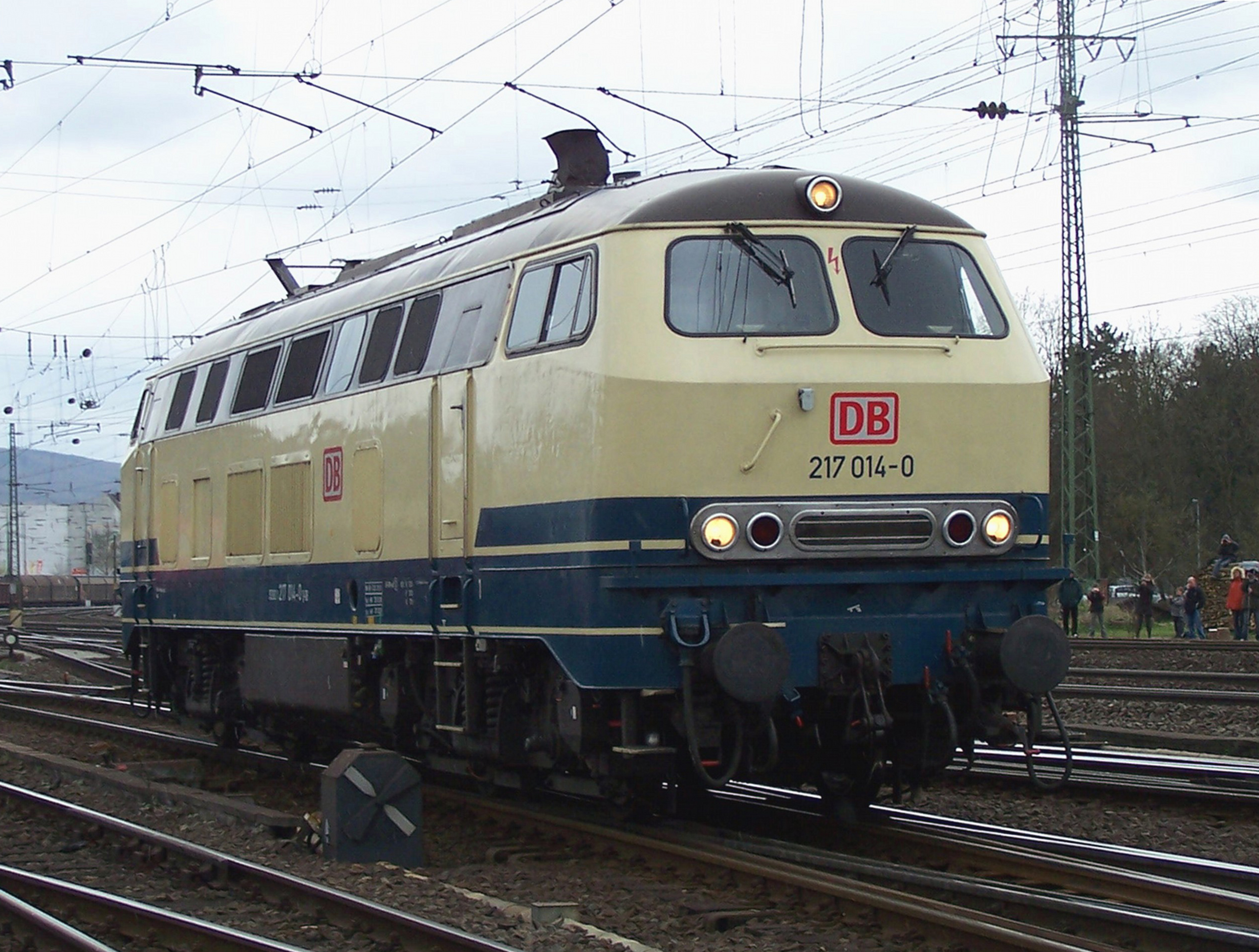
Livrée bleu océan/beige

## Sources